# إبراهام بورش
إبراهام بورش هو قسيس وسياسي نرويجي، ولد في 17 يناير 1786 في Jevnaker ‏ في النرويج، وتوفي في 18 نوفمبر 1847 في كونغسبرغ في النرويج. انتخب عمدة كونغسبرغ ‏ وانتخب عضو برلمان النرويج ‏ عن دائرة Kongsberg ‏ خلال فترته النيابية ‏ (1830 – 1832).